# Andreas Mäckler

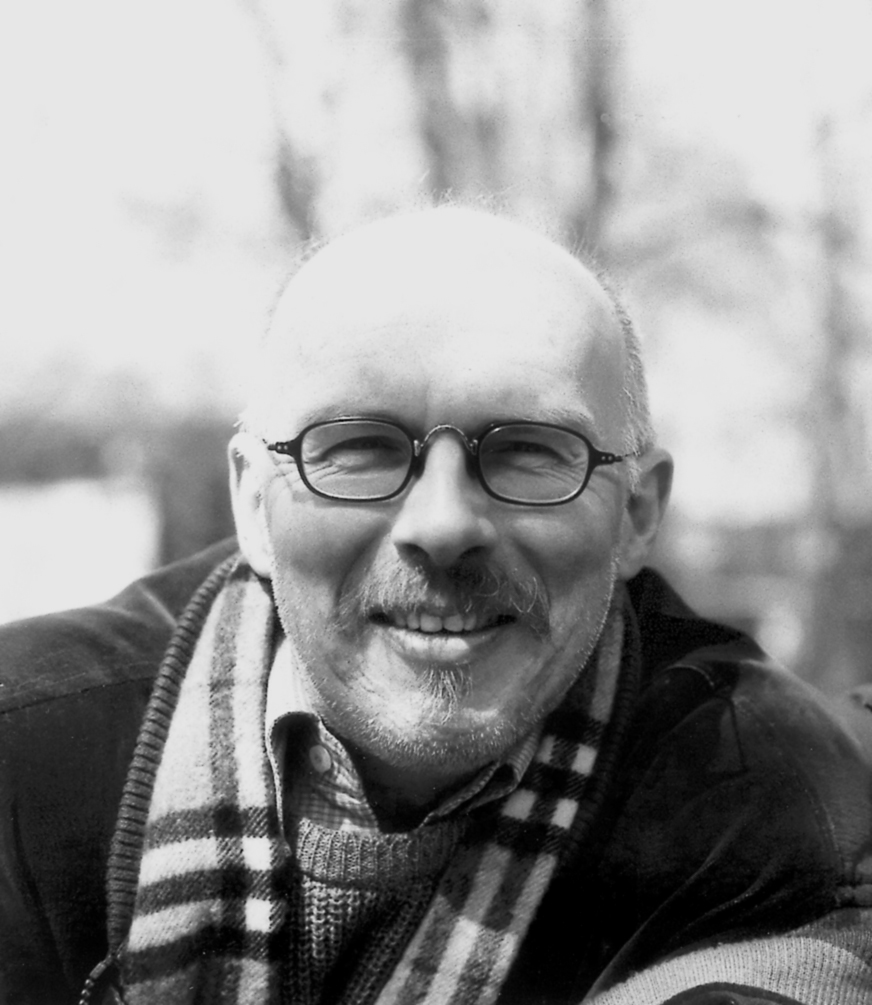
Andreas Mäckler (2004)

Andreas Mäckler (* 11. Oktober 1958 in Karlsruhe) ist ein deutscher Publizist, Schriftsteller, Kunsthistoriker, Biograf und Drehbuchautor.

## Leben und Wirken
Mäckler legte 1978 an der Freien Waldorfschule in Kassel das Abitur ab und studierte von 1981 bis 1985 Kunstgeschichte, Neuere Deutsche Literatur und Geschichte an der Philipps-Universität Marburg. 1989 wurde er dort bei Wolfgang Kemp mit einer Dissertation über die Farbentheorie und Malpraxis der Anthroposophie promoviert. Von 1989 bis 1992 arbeitete Mäckler zunächst als Volontär und dann als Lektor beim Kunstbuchverlag Schirmer/Mosel in München.
Zwischen 1987 und 1989 gab Mäckler bei DuMont drei thematische Zitatensammlungen heraus, die mehrfach neu aufgelegt wurden. Im selben Verlag veröffentlichte er 1990 eine Sammlung von Interviews mit anthroposophisch orientierten Malern und Kunsthistorikern wie Diether Rudloff, der er eine Einführung in die Geschichte der anthroposophischen Malerei voranstellte. Zudem führte er mehrere Gespräche mit Gottfried Helnwein, die 1992 unter dem Titel Malerei muß sein wie Rockmusik im Verlag C. H. Beck erschienen. Ebenfalls 1992 legte er unter dem Titel Lichtoffene Farbigkeit seine Dissertation als Buch vor. Seit 1992 war er als freier Journalist und Autor mit den Arbeitsschwerpunkten Film, Kunst und Kulturreiseführer tätig. Er verfasste zahlreiche Kurzkrimis, die in der Regenbogenpresse und in Anthologien abgedruckt wurden.
Von 2000 bis 2005 hatte er einen Schwerpunkt auf die Begründung von Dienstleistungsunternehmen für Selbstpublikationen und Auftragsbiografien gelegt, in denen er auch selbst in verschiedenen Aufgabenfeldern tätig war und als Publikationsdienstleister zum Teil noch ist.
Im Jahr 2004 gründete Mäckler eine Vereinigung von Auftragsbiografen, das Biographiezentrum (Förderverein für biographische Arbeit e. V.) mit Sitz in Kaufering bei Landsberg am Lech.
Andreas Mäckler lebt und wirkt in Kaufering.

## Bibliographie (Auswahl)

### Prosa
- Tödlich kreativ. Ein Designerkrimi (= Art & crime). av edition – Verlag für Architektur und Design, Ludwigsburg 1999, ISBN 3-929638-28-2.
- Mehrere Kurzkrimis in Anthologien, u. a. beim Grafit Verlag und bei Ullstein.

### Sachbücher
- Anthroposophie und Malerei. Gespräche mit 17 Künstlern und eine Einführung in die Malereigeschichte der Anthroposophie (= dumont Taschenbücher, Band 252). DuMont Buchverlag, Köln 1990, ISBN 3-7701-2513-4.
- Lichtoffene Farbigkeit. Grundlinien der anthroposophisch-orientierten Lasurmalerei. Voraussetzungen und Erscheinungsform. Novalis Verlag, Schaffhausen 1992, ISBN 3-7214-0626-5 (zugleich Dissertation, Universität Marburg 1989; unter dem Titel: Die Farbentheorie und Malpraxis der Anthroposophie – Voraussetzungen und Erscheinungsformen).
- „Malerei muß sein wie Rockmusik“. Gottfried Helnwein im Gespräch mit Andreas Mäckler (= Beck’sche Reihe, Band 465). Original-Ausgabe. Verlag C. H. Beck, München 1992, ISBN 3-406-34057-1.
- Bayern, wie es keiner kennt. 400 Tips zur individuellen Freizeitgestaltung. RV-Verlag, München 1995, ISBN 3-575-22040-9.
- Helnwein. Bildband mit Arbeiten von Gottfried Helnwein; Text: Andreas Mäckler, Design: Peter Feierabend. 2. Auflage. Taschen, Köln 1997, ISBN 3-8228-9352-8 (Text deutsch, englisch und französisch).

#### Auftragsbiografien
- Skandal! Die autorisierte Bandbiografie der Spider Murphy Gang. Schwarzkopf & Schwarzkopf Verlag, Berlin 2017, ISBN 978-3-86265-628-8.

#### Auftragsbiografien (Mitarbeit)
- Rudi Gutendorf: Mit dem Fußball um die Welt. Ein abenteuerliches Leben. Aufgezeichnet von Andreas Mäckler und Heinz Schumacher. 2. Auflage. Verlag Die Werkstatt, Göttingen 2003, ISBN 3-89533-360-3 (Autobiografie).
- Franz Trojan: Hauptsache laut! Autobiografie. Schlagzeug, Skandale, Sperrbezirk. Mein Aufstieg mit der Spider Murphy Gang – und mein Abstieg ohne sie. Mit Klaus Marschall und Andreas Mäckler. Schwarzkopf & Schwarzkopf Verlag, Berlin 2015, ISBN 978-3-86265-437-6.

#### Herausgeberschaften
- Was ist Kunst? 1080 Zitate geben 1080 Antworten (= dumont Taschenbücher. Band 197). DuMont Buchverlag, Köln 1987, ISBN 3-7701-2015-9; 2. Auflage ebenda 1989.
  - Erweiterte Neuausgabe unter dem Titel: 1460 Antworten auf die Frage: Was ist Kunst? DuMont Buchverlag, Köln 2000, ISBN 3-7701-5420-7; 3. Auflage ebenda 2007.
- Was ist Liebe …? 1001 Zitate geben 1001 Antworten (= dumont Taschenbücher, Band 215). DuMont Buchverlag, Köln 1988, ISBN 3-7701-2221-6.
  - Überarbeitete Neuausgabe unter dem Titel: Was ist Liebe? 1001 Zitate geben 1001 Antworten. DuMont Buchverlag, Köln 2005, ISBN 3-8321-7645-4.
- mit Christiane Schäfers: Was ist der Mensch …? 1111 Zitate geben 1111 Antworten (= dumont Taschenbücher. Band 231). DuMont Buchverlag, Köln 1989, ISBN 3-7701-2232-1.
- Bettine von Arnim: Lieben, das allein ist meine Kunst (= Ullstein, Nr. 30225: Die Frau in der Literatur). Ullstein Verlag, Frankfurt am Main/Berlin 1989, ISBN 3-548-30225-4; 2. Auflage ebenda 1991.
- Schwarzbuch Wikipedia. Mobbing, Diffamierung und Falschinformation in der Online-Enzyklopädie und was jetzt dagegen getan werden muss. Verlag zeitgeist Print & Online, Höhr-Grenzhausen 2020, ISBN 978-3-943007-27-5.
- Schwarzbuch Wikipedia 2. Das verlogene System: Propaganda, Korruption, Ausbeutung, Vandalismus und Rechtsverletzungen in der Online-Enzyklopädie. Verlag zeitgeist Print & Online, Höhr-Grenzhausen 2023, ISBN 978-3-943007-46-6.

### Drehbuch
- Wissen ohne Ende: Brockhaus und Meyer. Vom Lexikon zu Multimedia. 1998. Drehbuch für einen Fernsehdokumentarfilm, Deutsche Welle TV, Erstausstrahlung: September 1998.[12]